# João Antão
João Antão es una freguesia portuguesa del concelho de Guarda, con 8,61 km² de superficie y 194 habitantes (2001). Su densidad de población es de 22,5 hab/km².